# Моцарт (футболіст)
Моцарт Сантос Батіста Жуніор або просто Моцарт (порт.-браз. Mozart Santos Batista Júnior / Mozart / пол. Mozart Santos Batista Júnior / Mozart; нар. 8 листопада 1979, Куритиба, Бразилія) — бразильський футболіст та тренер польського походження, виступав на позиції опорного півзахисника та атакувального півзахисника. Грав за збірну Бразилії, виступав на Олімпійських іграх 2000 року у Сіднеї. Автор 900-го голу московського «Спартака» у чемпіонатах Росії. У 2013 році розпочав тренерську кар'єру. Головний тренер «Гуарані» (Кампінас).

## Кар'єра гравця
Моцарт народився в Куритибі, штат Парана. Своє ім'я він отримав на честь свого батька Моцарта Сантоса Батісти, чий батько був композитором. Прадід Моцарта був родом з Польщі, який виїхав з країни на пошуки кращого життя в Бразилії, тому гравець міг виступати за збірну Польщі, з ним навіть контактували люди з польської федерації футболу, але виклик у польську команду не відбувся.
Футбольну кар'єру розпочав у «Парані», а в 1998 році перебрався до французького «Бордо», проте на дорослому рівні не зіграв жодного офіційного матчу. Для отримання ігрової практики повернувся до бразильської «Корітіби», до складу якої приєднався у липні 1998 року. Спочатку виступав за молодіжну команду вище вказаного клубу. У сезоні 1999 року переведений до першої команди, де швидко став гравцем основного складу. 
У березні 2000 року перебрався до одного з грандів бразильського футболу, «Фламенгу», за 3,5 мільйони доларів США. У цей же період грав за олімпійську збірну Бразилії на Олімпійських іграх 2000 року.
У жовтні 2000 року проданий до представника Серії A «Реджини», куди перейшов за 4 млн доларів. У «Реджині» провів 5 років, був капітаном команди. З клубом у свій перший сезон вилетів у серію В, а потім повернувся до найвищого італійського дивізіону. У сезоні 2004/05 років став третім у серії А за кількістю точних передач та 6-м за кількістю перехоплень. 2005 року навіть отримав почесний 10-й номер у клубі. Того ж року Моцартом зацікавилися декілька клубів, серед яких були італійські «Фіорентіна», «Ювентус» та «Палермо», «Рома», а також московський «Спартак». Для червоно-білого клубу бразилець став пріоритетною метою у літнє трансферне вікно. Проте президент «Реджини» розглядав лише пропозиції клубів з-за кордону, оскільки не бажав посилювати конкурентів із серії А. Сам гравець хотів залишитися в Італії, а перехід за межі Апеннінів розглядав як вимушений захід, спрямований на допомогу клубу, який зазнавав фінансових труднощів.

### «Спартак» (Москва)

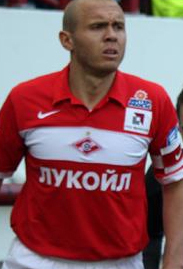
Моцарт у футболці клубу «Спартака» (Москва)

20 серпня 2005 року підписав зі «Спартаком» 4-річний контракт, із щорічною заробітною платою 850 тис. євро, сума відступних склала від 6 до 6,5 млн євро. Купівля Моцарта стала на той момент другим за вартістю трансфером в історії «Спартака». У клубі Моцарт вибрав номер 24 на честь дня народження дружини, яка народилася 24 серпня. У складі «Спартака» дебютував 6 вересня у товариському матчі зі «Спартаком» із Щолково, а фанати клубу привітали новачка банером: «Моцарт, ласкаво просимо до великого клубу!»; гра завершилася внічию 1:1, а Моцарт провів усі 90 хвилин. В офіційному матчі за «Спартак» зіграв 12 вересня у грі чемпіонату Росії з «Тереком», у якому червоно-білі перемогли 2:1. У матчі 24 туру, в якому Спартак зустрічався з ЦСКА, помилка Моцарта призвела до єдиного голу у поєдинку. У тому ж сезоні у матчі з «Шинником» отримав травму коліна та вибув до завершення сезону. Взимку після курсу реабілітації на батьківщині відновився після травми. Незважаючи на те, що перший сезон у Моцарта в «Спартаку» вийшов не надто вдалим, все ж таки зміг завоювати місце в основі команди і стати головною сполучною ланкою між обороною та нападом клубу.
Взимку 2006 року Моцарт почав трішки розмовляти російською, що полегшило спілкування Моцарта у клубі. 13 березня у матчі Суперкубку Росії на 47-й хвилині Моцарт забив свій перший м'яч за «Спартак», однак це не врятувало клуб від поразки від ЦСКА. У матчі 3 туру сезону 2006 з ЦСКА Моцарт, який став головним виконавцем стандартних положень у команді, відзначився гольовим пасом зі штрафного, що дозволив звести матч клубів внічию 1:1. 13 квітня Моцарт забив свої перші м'ячі за команду в Кубку Росії, реалізувавши два пенальті, що стало для нього першим подібним досвідом у професіональній кар'єрі. У матчі 6-го туру з «Москвою» Моцарт зміг вдруге реалізувати два 11-метрові, але другий удар з «точки» відбив Жевнов, перший же гол став для нього дебютним у чемпіонаті.
21 травня 2006 року «Спартак» програв у фіналі Кубка Росії ЦСКА з рахунком 0:3, цей матч став одним із найгірших для Моцарта в Росії: наприкінці гри він отримав червону картку за те, що наступив на ногу Дуду, а з його зони в останні хвилини було розпочато дві гольові атаки. Після гри почали з'явилися чутки, що Моцарт, який грав на ключовій позиції в центрі поля, хоч і є гравцем гарного рівня та командним бійцем, але свої емоції у ключових матчах не здатний контролювати (це видалення стало другим у сезоні для Моцарта, попереднє було також з ЦСКА). Після матчу вибачився за свій вчинок, це дозволило зменшити термін дискваліфікації гравця до двох матчів. Однак ці невдачі не зламали Моцарта, і бразилець став одним із найкращих та незамінних гравців складу «червоно-білих».
Наприкінці вересня отримав тяжку травму: у гравця трапився рецидив старої травми колінного суглобу. Однак після обстеження з'ясувалося, що травма не надто серйозна, і Моцарт, пропустивши лише один матч, повернувся на поле. Через деякий час після відновлення провів надзвичайно невдалий матч у Лізі чемпіонів із «Інтером», де багато й регулярно помилявся, після чого переведений головним тренером команди Володимиром Федотовим у дубль, також переведенню посприяла й незначна травма футболіста. Відновившись від травми, зіграв дуже хороший матч з «Динамо», зробив дві результативні передачі та реалізував пенальті. Як наслідок став одним із найкращих гравців сезону в Росії: посів 5-те місце за системою «гол+пас», а за середньою оцінкою Спорт-Експресу — 13-е місце серед усіх гравців у чемпіонаті та друге місце серед опорних півзахисників. За версією РФС, серед опорників став третім. У грудні Моцартом став цікавитись клуб «Торіно», який шукав опорного півзахисника, однак угода не відбулася.
Після закінчення сезону поїхав на відпочинок із сім'єю в Куритибу. На перший збір «Спартака» Моцарт разом із співвітчизником Жедером запізнився, після чого ухвалили рішення відправити бразильців у дубль та оштрафувати їх, запізнення Моцарта становило 7 днів. Причиною запізнення бразильці назвали те, що вони не знали час закінчення відпустки, проте керівництво клубу їм не повірило. У другому турі нового чемпіонату Росії, гравця вилучили на 84-й хвилині матчу з «Амкаром» за удар м'ячем в обличчя суперника після свистка. Тренер «Спартака» Федотов сказав, що Моцарту потрібно давати ліки. Після цього гравця дискваліфікували на 4 поєдинки, отримав серйозний штраф (від 10 до 15 тис. доларів) у команді. Сам гравець вважав, що 4 матчі дискваліфікації — це занадто серйозне покарання за його провину. На 4 матчі у складі «Спартака» Моцарта замінив Олексій Ребко. Однак у Кубку Росії Моцарт мав право грати, і бразилець став одним із героїв чвертьфіналу із «Зенітом», зробив гольовий пас та реалізував пенальті. У матчі-відповіді не реалізував пенальті, а потім повинен був отримати жовту картку за неспортивну поведінку, але арбітр зустрічі його незаслужено не покарав. Потім провів дві невдалі матчі із ЦСКА та «Локомотивом», після чого почали з'являтися чутки про перехід гравця до «Фіорентіни», тим більше сам гравець повідомив про своє бажання повернутися до Італії. Також були чутки про перехід Моцарта до «Селтіка». Причиною чуток про звільнення бразильця стало те, що півзахисник перестав потрапляти в стартовий склад «Спартака», через що назрів конфлікт з головним тренером команди Володимиром Федотовим, який, однак, зазначив, що весь конфлікт полягає в тому, що Моцарт почав грати гірше та переведений у дубль, але сам Федотов не розумів, чому Моцарт так різко погіршив свою гру. Незабаром Федотова було звільнено, а його місце зайняв Станіслав Черчесов. Одним із перших кроків Черчесова на посаді головного тренера стала розмова з Моцартом, однак це не завадило Черчесову знову відправити гравця в дубль, цього разу через проблему із зайвою вагою, яку сам Моцарт спростував. У матчі дублюючих складів отримав травму та деякий час лікувався акупунктурою. Незабаром Моцарт, який уже шукав новий клуб, був повернутий в основу «Спартака» і знову почав показувати колишній рівень гри. У листопаді отримав черговий рецидив травми колінного суглоба, і йому на батьківщині зробили операцію. «Спартак», як і рік тому, виграв срібні медалі чемпіонату Росії.
У січні 2008 року одним із перших повернувся з відпустки на базу для проходження медогляду, це він пояснив тим, що дату прильоту йому повідомили особисто. Того ж року Моцарт, який бажав залишитися в клубі, висловив прохання про продовження контракту. У третьому турі чемпіонату Росії отримав дві жовті картки, причому другу за відкидку м'яча. У схемі «Спартака», яку почав використовувати Черчесов, Моцарту доводилося виконувати роль другого опорника, творця атак, поряд із налаштованими на руйнування або Сабітовим, або Ковальчуком, які були більш налаштовані на оборону. Але багатьом уболівальникам не подобалося те, що Моцарт діяв дуже повільно, гальмуючи розвиток атаки:
|  | «Візьміть Моцарта. Він приймає м'яч і тричі своєю дупою навколо м'яча крутить, за цей час весь темп атаки втрачається». Валерій Рейнгольд |

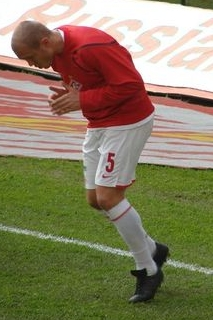
Тренування Моцарта

Однак Черчесов довіряв Моцарту і навіть віддав бразильцеві капітанську пов'язку в деяких матчах «Спартака», коли на полі був відсутній Єгор Титов. Однак після розгрому «Спартака» від ЦСКА у грі, де Моцарт діяв не надто вдало, Черчесов відправив бразильця разом із Тітовим та Калиниченком у дубль, при цьому фахівець відмовився коментувати причини свого рішення. Легенда «Спартака» Микита Симонян не підтримав Черчесова й зазначив, що з лідерів «Спартака» зробили «цапів-відбувайлів». Невдовзі Черчесов пояснив, що капітан і віце-капітани повинні були нести відповідальність за якість гри, яка була надзвичайно незадовільною. Через деякий час Черчесов переговорив із Моцартом й повернув його до основного складу команди. Два тижні у дублі «червоно-білих» стали найважчими для Моцарта у кар'єрі, сам Черчесов повернення бразильця не прокоментував. У 15 турі відзначився голом з пенальті, вразив ворота клубу «Промінь-Енергія», які захищав польовий гравець «Променя» Ігор Шевченко, який став на ворота замість віддаленого голкіпера владивостоцької команди, — Моцарт став 7-м гравцем, який відзначився подібним голом.
У матчі 3-го кваліфікаційного етапу Ліги чемпіонів з київським «Динамо» «Спартак» програв 1:4, а Моцарт став одним із винуватців поразки, спочатку зробив передачу на форварда суперників Бангурі, який зрівняв рахунок, а потім не зміг перешкодити півзахисникам «Динамо» розігрувати м'яч біля штрафного майданчика «Спартака». Після матчу Черчесова звільнили, а його місце зайняв Ігор Ледяхов, який довіряв Моцарту та навіть дав йому капітанську пов'язку, але гравець не забив пенальті в матчі з «Москвою», промахнувся повз ворота, хоча в попередньому турі діяв дуже вдало, зробив гольову передачу. Потім посаду тренера «Спартака» зайняв Мікаель Лаудруп, який знову ставив Моцарта в основу команди, і той відповів сторицею, почав діяти більше в атаці «Спартака», але потім бразильця знову підвела дисципліна: отримав вилучення у матчі з «Крилами Рад». Коли Моцарт йшов з поля, його освистали уболівальники «червоно-білих». За вилучення отримав у команді черговий штраф. У тому ж матчі отримав незначну травму, вибув з ладу на 4 тижні. Після цього керівництво «Спартака» вирішило розпрощатися з Моцартом, підшукуючи йому заміну. Після закінчення сезону Моцарт сказав, що хотів би залишити «Спартак», тим більше, що їм зацікавилися у «Торіно» та «Дженоа», але угоди не відбулися, незважаючи на те, що «Торіно» активно вів переговори з Моцартом, який бажав грати в Турині, і навіть пропонував «Спартаку» 1,5 млн євро відступних. Агент футболіста Даріо Канові сказав, що причиною звільнення Моцарта стало те, що «Спартак» не розраховував на бразильця. Головний тренер «Спартака» Лаудруп не бачив Моцарта у своїй команді, він навіть не брав бразильця на передсезонний збір, а тому бразилець тренувався за індивідуальним графіком. Коли завершилися терміни трансферного вікна, Моцарт змушений був залишитися в команді, але клуб навіть не захотів дозаявити його до чемпіонату Росії. 7 квітня 2009 року за взаємною згодою розірвав контракт зі «Спартаком».

### Після «Спартака»
Спочатку Моцарт, який перебував у статусі вільного агента, хотів підписати контракт з «Греміо», проте 24 квітня підписав контракт із клубом «Палмейрас» терміном до грудня 2010 року. Палмейрас за договором, купив лише 60% прав на футболіста. У клубі дебютував 5 червня, вийшов на поле в матчі Кубку Лібертадорес із клубом «Спорт Ресіфі».
|  | «Я не дуже люблю згадувати той час. Коли мене запрошували до «Спартака», то обіцяли казкові умови, відмінну атмосферу… А насправді я опинився в клубі, де за гарним фасадом переховувався напружений і вкрай недружній колектив, який у багнети приймав кожного новачка. До того ж із уболівальниками виникли проблеми. Вони в Росії страшні расисти! Якщо ти забив гол — молодець, а якщо помилився, то відразу «брудна макака». Я грав у Європі і ніколи не чув, щоб там собі таке дозволяли, але в Росії влада закривала на подібні витівки очі, і расизм процвітав. Діставалося не тільки мені — Веллітона теж спочатку супроводжували найприкріші прізвиська. З незрозумілих мені причин фанати «Спартака» зробили мене винним чи не у всіх бідах команди, адже я нічого кримінального не зробив, я просто хотів грати у футбол! У результаті я втомився від цих «російських гірок». Якщо спочатку я ще мала мотивацію залишатися в команді, повернути собі місце в стартовому складі, поборотися з клубом за трофеї, то поступово ці бажання померли. Я просто не хотів грати. Не було мети! Я знав, що який би рівень я не демонстрував, все одно в будь-який момент можу опинитися поза «Спартаком»... Слава богу, все це позаду - сьогодні я гравець «Палмейраса» і абсолютно щасливий. «Спартак» залишився в минулому». |

У серпні 2009 року ухвалив рішення повернутися до Італії. 26 серпня Моцарт перейшов до італійського клубу «Ліворно» за 370 тис. євро, з яким підписав 2-річний контракт. У складі «Ліворно» дебютував 12 вересня у матчі чемпіонату Італії з «Міланом» і провів на полі 64 хвилини, гра завершилася внічию 0:0. Проте не зміг допомогти команді уникнути вильоту в Серію B. По завершенні сезону 2009/10 років залишився без команди.
Після від'їзду з Італії спробував перейти до «Корітібу», але сторони не змогли дійти згоди. Після цього вирішив спочатку завершити кар'єру, не виступав упродовж 18 місяців. 26 квітня 2012 року підписав річний контракт із китайським клубом «Нанчан Хеньюань». Після цього нетривалого перебування завершив кар'єру, спочатку присвятивши свій час виробництву кашаси у своєму рідному штаті

## Кар'єра тренера
У квітні 2013 року готувався до дебюту як головний тренер у клубі третього дивізіону чемпіонату штату Санта-Катарина «Каноїньяс», але через розбіжності з радою директорів був звільнений, не провів жодної гри. 20 червня 2013 року став головним тренером клубу Ліги Катаріненсе «Жарагуа». 21 липня 2014 року призначений асистентом головного тренера італійської «Реджини» Франческо Коцци, яка виступає у третьому за силою італійському дивізіоні, Моцарт став у червні 2014 року.
Наступного року повернувся до «Корітіби», де спочатку отримав посаду помічника тренера молодіжного складу, а потім у грудні — головного тренера команди.
Пізніше Моцарта призначили помічником головного тренера основного складу в сезоні 2019 року, а 20 серпня 2020 року був призначений тимчасовим менеджером після звільнення Едуардо Баррока. Він очолював команду один матч, а після приходу Жоржиньйо повернувся на посаду помічника головного тренера.
18 вересня 2020 року призначений головним тренером ССА з Серії B. 28 грудня продовжив свій контракт на наступний сезон і згодом ледь не допомік команді вийти до першого дивізіону.
18 квітня 2021 року залишив ССА та очолив «Шапекоенсе», який нещодавно вийшов до вищого дивізіону. Його було звільнено 27 травня після поразки в поєдинку Ліги Катаріненсе.
10 червня 2021 року очолив «Крузейро», підписавши контракт до кінця сезону 2021 року. 30 липня 2021 року після закінчення матчу 15-го туру Серії B 2021 «Крузейро» - «Лондріна» (2:2) подав у відставку. Під його керівництвом «Крузейро» провів 13 матчів у Серії B (2 перемоги, 7 нічиїх та 4 поразки) та посідав 18-е місце після 15-го туру.
30 серпня 2021 року вдруге у своїй тренерській кар'єрі очолив клуб Серії B ССА. 3 вересня дебютував на тренерському містку в нічийному (1:1) поєдинку Серії B проти «Віла-Нови» (1:1). 13 червня 2022 року, після поразки в поєдинку Серії B проти «Томбенсе», подав у відставку з займаної посади, а п'ятнадцять днів очолив іншу команду другого дивізіону «Гуарані».

## Особисте життя
Моцарт одружений, дружину звати Ізабелла, на честь Ізабелли футболіст зробив татуювання з її ім'ям, і коли він відзначається голом, то цілує татуювання. Моцарт має дочку Мануелу, яка народилася у 6,5 місяців і через це довго перебувала у пологовому будинку. У грудні 2008 року у Моцарта народився син Лука.
З музики віддає перевагу самбі, а також любить грати з сім'єю на музичних інструментах, з яких віддає перевагу пандейру.

## Статистика виступів

### Як гравця (клубна)
| Клуб               | Сезон             | Ліга               | Ліга  | Ліга | Чемпіонат штату | Чемпіонат штату | Кубок | Кубок | Континентальні | Континентальні | Інші  | Інші | Загалом | Загалом |
| Клуб               | Сезон             | Дивізіон           | Матчі | Голи | Матчі           | Голи            | Матчі | Голи  | Матчі          | Голи           | Матчі | Голи | Матчі   | Голи    |
| ------------------ | ----------------- | ------------------ | ----- | ---- | --------------- | --------------- | ----- | ----- | -------------- | -------------- | ----- | ---- | ------- | ------- |
| «Корітіба»         | 1999              | Серія A            | 18    | 0    | 14              | 0               | 5     | 0     | —              | —              | 2     | 0    | 39      | 0       |
| «Корітіба»         | 2000              | Серія A            | 0     | 0    | 0               | 0               | 0     | 0     | —              | —              | 2     | 0    | 2       | 0       |
| «Корітіба»         | Загалом           | Загалом            | 18    | 0    | 14              | 0               | 5     | 0     | —              | —              | 4     | 0    | 41      | 0       |
| «Фламенгу»         | 2000              | Серія A            | 11    | 0    | 15              | 0               | 7     | 1     | 1              | 0              | 4     | 0    | 38      | 1       |
| «Реджина»          | 2000–01           | Серія А            | 13    | 1    | —               | —               | —     | —     | —              | —              | —     | —    | 13      | 1       |
| «Реджина»          | 2001–02           | Серія B            | 36    | 2    | —               | —               | 2     | 1     | —              | —              | —     | —    | 38      | 3       |
| «Реджина»          | 2002–03           | Серія B            | 28    | 2    | —               | —               | 0     | 0     | —              | —              | —     | —    | 28      | 2       |
| «Реджина»          | 2003–04           | Серія A            | 26    | 2    | —               | —               | 1     | 0     | —              | —              | —     | —    | 27      | 2       |
| «Реджина»          | 2004–05           | Серія A            | 35    | 2    | —               | —               | 1     | 0     | —              | —              | —     | —    | 36      | 2       |
| «Реджина»          | Загалом           | Загалом            | 138   | 9    | —               | —               | 4     | 1     | —              | —              | —     | —    | 142     | 10      |
| «Спартак» (Москва) | 2005              | Прем'єр-ліга Росії | 7     | 0    | —               | —               | 0     | 0     | —              | —              | —     | —    | 7       | 0       |
| «Спартак» (Москва) | 2006              | Прем'єр-ліга Росії | 22    | 4    | —               | —               | 0     | 0     | 10             | 1              | —     | —    | 32      | 5       |
| «Спартак» (Москва) | 2007              | Прем'єр-ліга Росії | 18    | 1    | —               | —               | 0     | 0     | 9              | 1              | 1     | 0    | 28      | 2       |
| «Спартак» (Москва) | 2008              | Прем'єр-ліга Росії | 21    | 2    | —               | —               | 0     | 0     | 4              | 0              | —     | —    | 25      | 2       |
| «Спартак» (Москва) | Загалом           | Загалом            | 68    | 7    | —               | —               | 0     | 0     | 23             | 2              | 1     | 0    | 92      | 9       |
| «Палмейрас»        | 2009              | Серія A            | 6     | 0    | —               | —               | —     | —     | 2              | 0              | —     | —    | 8       | 0       |
| «Ліворно»          | 2009–10           | Серія A            | 21    | 0    | —               | —               | 1     | 0     | —              | —              | —     | —    | 22      | 0       |
| Усього за кар'єру  | Усього за кар'єру | Усього за кар'єру  | 262   | 16   | 29              | 0               | 17    | 2     | 26             | 2              | 9     | 0    | 343     | 20      |

1. ↑  Матч(і) в Селетіва пара та кубку Лібертадорес
2. ↑  Матч(і) в Кубку Сул-Мінас
3. ↑  Матч(і) в Кубку Меркосур
4. ↑  Матч(і) в Кубку чемпіонів Бразилії
5. ↑  Матч(і) в Лізі чемпіонів УЄФА
6. ↑  Два матчі в Лізі чемпіонів УЄФА, 7 матчів та 1 гол у Кубку УЄФА
7. ↑  Матч(і) в Суперкубку Росії
8. ↑  Два матчі в Лізі чемпіонів УЄФА, два матчі в Кубку УЄФА
9. ↑  Матч(і) в Кубку Лібертадорес

### Як тренера
Станом на 1 вересня 2022
| Команда                             | Нац      | З               | По             | Досягнення | Досягнення | Досягнення | Досягнення | Досягнення | Досягнення | Досягнення | Досягнення | Пос     |
| Команда                             | Нац      | З               | По             | Іг         | В          | Н          | П          | ЗМ         | ПМ         | РМ         | % перемог  | Пос     |
| ----------------------------------- | -------- | --------------- | -------------- | ---------- | ---------- | ---------- | ---------- | ---------- | ---------- | ---------- | ---------- | ------- |
| «Каноїньяш»                         | Бразилія | 7 лютого 2013   | 17 квітня 2013 | 0          | 0          | 0          | 0          | 0          | 0          | +0         | —          |         |
| «Жарагуа»                           | Бразилія | 20 червня 2013  | листопад 2013  | 18         | 13         | 3          | 2          | 48         | 12         | +36        | 72,22      | [ 164 ] |
| «Корітіба» (в.о. головного тренера) | Бразилія | 20 серпня 2020  | 23 серпня 2020 | 1          | 1          | 0          | 0          | 2          | 1          | +1         | 100,000    |         |
| «ССА Масейо»                        | Бразилія | 18 вересня 2020 | 18 квітня 2021 | 45         | 20         | 17         | 8          | 73         | 36         | +37        | 44,44      | [ 165 ] |
| «Шапекоенсе»                        | Бразилія | 18 квітня 2021  | 27 травня 2021 | 8          | 3          | 3          | 2          | 11         | 8          | +3         | 37,50      |         |
| «Крузейро»                          | Бразилія | 10 червня 2021  | 3 серпня 2021  | 13         | 2          | 7          | 4          | 14         | 18         | −4         | 15,38      |         |
| «ССА Масейо»                        | Бразилія | 2 вересня 2021  | 13 червня 2022 | 51         | 23         | 17         | 11         | 71         | 39         | +32        | 45,10      |         |
| «Гуарані»                           | Бразилія | 28 червня 2022  | Теперішній час | 12         | 3          | 4          | 5          | 9          | 12         | −3         | 25,00      |         |
| Загалом                             | Загалом  | Загалом         | Загалом        | 125        | 54         | 43         | 28         | 228        | 126        | —          | 43,20      | —       |

## Досягнення

### Як гравця
«Корітіба»
- Ліга Паранаенсе
  -  Чемпіон (1): 1999

«Фламенгу»
- Ліга Каріока
  -  Чемпіон (1): 2000

олімпійська збірна Бразилії
- Передолімпійський турнір КОНМЕБОЛ
  -  Чемпіон (1): 2000